# Grigore Marteș

Viceamiral ing. Grigore Marteş.

Grigore Marteș (n. 23 aprilie 1914, Târgu Ocna – d. 4 iulie 1973, Mangalia) a fost un amiral și inginer român, care a îndeplinit funcția de comandant al Marinei Militare Române (1963-1973).

## Biografie
Grigore Marteș s-a născut la data de 23 aprilie 1914 în orașul Târgu Ocna (județul Bacău). După absolvirea Liceului Militar Ferdinand I din Chișinău, a urmat un an de studii la Șoala Politehnică București. Renunță la studiile de inginerie din motive financiare  și se înscrie în anul 1935 la Școala de Ofițeri de Marină din Constanța, devenind ofițer de marină în 1937.
Fiind atras de inginerie, efectuează în anul 1940 cursuri pregătitoare pentru admiterea la Universitatea Politehnică din București, unde va deveni student în toamna anului următor. În perioada celui de-al doilea război mondial, a servit la bordul navelor militare pe mare (1941 – 1943) și la navele de pe Dunăre în 1944. În acest an este luat prizonier de război, fiind dus în URSS. Revenit în țară în anul 1945, reia cursurile Politehnicii bucureștene, obținând diploma de inginer de drumuri și poduri.
După absolvirea facultății, a activat pe monitorul „Bucovina” din cadrul Flotilei Fluviale Galați, apoi comandant de pluton la Depozitele Marinei de la Constanța, îmbarcat pe canoniera „Lepri”, ajutor cu navigația și transmisiunile pe canoniera „Dumitrescu” și transmisionist la bordul distrugătorului „Regina Maria”.
Ulterior a fost numit în funcția de ofițer cu navigația și transmisiunile, respectiv ofițer secund la bordul navei-bază "Constanța". A avansat pe scara ierarhică a Marinei Militare Române, devenind comandant secund al E.C.P., șef birou în cadrul Serviciului Educație la C.M.M., șeful Direcției Politice din C.M.M., locțiitor politic al Direcției Construcții și Fabricații din cadrul C.M.M., locțiitor politic al Direcției Construcții Înzestrare din C.M.M., șeful Direcției Construcții Înzestrare, șeful Secției Tehnice Construcții și Reparații Navale din cadrul Direcției Înzestrării Materiale a M.F.A., locțiitor al Șefului Direcției Tehnice Comenzi și Fabricații pentru probleme tehnice, locțiitor al comandantului F.M.M., cu sediul în Mangalia.
Între anii 1957-1959, comandor ing. Grigore Marteș a fost comandant al Academiei Tehnice Militare. A realizat mai multe inovații, care au avut rolul de a îmbunătăți din punct de vedere tehnic navele. De asemenea, a publicat o serie de lucrări în domeniul ciberneticii aplicate în marină. 
La data de 29 noiembrie 1963, viceamiralul ing. Grigore Marteș a fost numit în funcția de comandant al Marinei Militare Române. În paralel, a fost și deputat în Marea Adunare Națională. El a semnat la București, împreună cu amiralul rus Serafim Evghenievici Ciursin, comandantul Flotei URSS din Marea Neagră, „Convenția între guvernele R.S. România și URSS, asupra dislocării temporare și reciproce a unei părți din forțele maritime militare în marea teritorială, în porturile și bazele maritime militare din Marea Neagră și pe Dunăre, precum și pe aerodromurile Părților contractante, dacă acest lucru va fi impus de situație”, care a fost aprobată de către partea română prin Hotărârea Consiliului de Miniștri nr.2913 din 1 decembrie 1967.
Viceamiralul Grigore Marteș a deținut funcția de comandant al Marinei Militare Române până la data de 4 iulie 1973, când a încetat din viață. În momentul înmormântăriii sale, la toate vapoarele militare au sunat sirenele.
În prezent, Grupul Școlar de Marină "Alexandru Ioan Cuza" din Constanța organizează anual concursul de matematică "Viceamiral Grigore Marteș".

## Lucrări publicate
- Bazele teoretice ale electrotehnicii (1956)
- Teoria giroscopului și principalele sale aplicații (1959)
- Culegere de probleme din tehnica navală (1960)
- Cibernetica în armată (Ed. Militară, 1964)
- Aspecte ale automatizării conducerii forțelor și mijloacelor (1967) ș.a.

## Decorații
- Medalia „A cincea aniversare a Republicii Populare Române” (24 decembrie 1952) „pentru lupta și munca duse în vederea făuririi, consolidării și prosperării Republicii Populare Române”[3]
- Ordinul „Apărarea Patriei” clasa a III-a (30 decembrie 1957) „cu ocazia celei de a zecea aniversări a proclamării Republicii Populare Romîne și pentru merite deosebite în îndeplinirea sarcinilor date de Partidul Muncitoresc Romîn, pentru merite deosebite pe tărîmul construcției de stat, economice, sociale, culturale și obștești”[4]
- Ordinul „23 August” clasa a V-a (12 august 1959) „pentru contribuție activă la întărirea regimului democrat-popular”[5]
- Ordinul „Tudor Vladimirescu” clasa a IV-a (25 decembrie 1967) „pentru merite deosebite în opera de construire a socialismului, cu prilejul celei de-a XX-a aniversări a proclamării Republicii”[6]
- titlul de Erou al Muncii Socialiste și medalia de aur „Secera și ciocanul” (4 mai 1971) „cu prilejul aniversării a 50 de ani de la constituirea Partidului Comunist Român, [...] pentru contribuția deosebită adusă la întărirea forțelor armate și apărarea orînduirii sociale și de stat”[7]